# 신윤
신윤(辛昀, 1395년 10월 21일 ~ 1473년 1월 27일)은 조선의 문신이다. 신균(辛均)이라고도 한다. 본관은 영산(靈山). 자는 경화(敬和)이다. 벼슬은 지중추부사(知中樞府事)에 이르렀다. 시호(諡號)는 호이(胡夷)이다.

## 생애
증 호조 판서(贈戶曹判書) 신중선(辛中善)의 아들이다.
1418년(태종 18) 문음(門蔭)으로 동부 녹사(東部錄事)에 시보(試補)되고, 여러 번 벼슬을 옮겨서 지안성군사(知安城郡事)·순흥도호부사(順興都護府使) 등 외직을 지낸 뒤, 지통례문사(知通禮門事)·예빈시윤(禮賓寺尹)·제용감사(濟用監事)를 역임하였다. 늙었기 때문에 검교한성부윤(檢校漢城府尹)이 되고 가선대부(嘉善大夫) 품계(品階)에 올랐다가, 곧 통정대부(通政大夫) 첨지중추원사(僉知中樞院事)에 제수(除授)되었는데, 검직(檢職)을 거쳐서 실직(實職)에 제수되는 자는 품계를 낮추기 때문이었다. 얼마 안가서 가정 대부(嘉靖大夫) 검교호조참판(檢校戶曹參判)에 오르고, 곧 자헌대부(資憲大夫) 행 호군(護軍)에 올랐다.
1470년 명빈(明嬪)의 청으로 지중추부사(知中樞府事)에 제배(除拜)되어 수 개월 있다가 대관(臺官)에게 논박당하여 파직되었다. 신윤은 별다른 재능이 없으나, 부호(富豪)하기 때문에 중외(中外)의 현관(顯官)을 지내고 검직을 거쳐 천전(遷轉)하여 지중추부사가 된 것이다. 황성방(皇城坊)에다 저택을 크게 지어 놓고 거문고와 술을 즐기며 살다가 1473년(성종 4) 1월 27일에 병환이 나 향년 79세로 집에서 세상을 떠났다.
시호(諡號)는 호이(胡夷)라고 하니, 나이 많아 수(壽)를 오래 한 것을 호(胡)라 하고, 마음을 평온히 하고 안정(安靜)을 좋아한 것을 이(夷)라 한다.